# Jurij Djatschenko
Jurij Walerijowytsch Djatschenko (ukrainisch Юрій Валерійович Дяченко, russisch Юрий Валерьевич Дьяченко/Juri Walerjewitsch Djatschenko; * 2. Juni 1982 in Kiew, Ukrainische SSR, Sowjetunion) ist ein ehemaliger ukrainischer Eishockeyspieler, der einen Großteil seiner Karriere in Russland verbrachte, aber mit dem HK Sokil Kiew zweimal ukrainischer Meister wurde.

## Karriere
Jurij Djatschenko begann seine Karriere als Eishockeyspieler bei Lokomotive Jaroslawl, für dessen zweite Mannschaft er in der drittklassigen russischen Perwaja Liga aktiv war. Nachdem er die Spielzeit 2000/01 in seiner Geburtsstadt Kiew verbracht hatte, wo er für den HK Berkut Kiew und den HK Kiew spielte, kehrte er nach Russland zurück und spielte dort für verschiedenste Klubs. Mit Neftechimik Nischnekamsk, dem HK Sibir Nowosibirsk und Witjas Tschechow spielte er dabei in der Superliga, der damals höchsten russischen Spielklasse. 2007 kehrte er endgültig nach Kiew zurück und schloss sich dem HK Sokil Kiew an, mit dem er zunächst in der russischen Wysschaja Liga und ab 2009 in der belarussischen Extraliga spielte. Daneben spielte er auch in der ukrainischen Liga. 2008 und 2009 wurde er mit Sokil ukrainischer Meister. 2010 beendete er seine Karriere.

### International
Mit den ukrainischen Junioren nahm Djatschenko an der U20-Weltmeisterschaft der Division I 2001 teil. Im Seniorenbereich stand er im Aufgebot seines Landes bei den Weltmeisterschaften der Top-Division 2006 sowie der Division I 2008 und 2009.

## Erfolge und Auszeichnungen
- 2008 Ukrainischer Meister mit dem HK Sokil Kiew
- 2009 Ukrainischer Meister mit dem HK Sokil Kiew